# Orašje (Vlasotince)
Pour les articles homonymes, voir Orašje.
Orašje (en serbe cyrillique : Орашје) est un village de Serbie situé dans la municipalité de Vlasotince, district de Jablanica. Au recensement de 2011, il comptait 834 habitants.

## Démographie
| 1948  | 1953  | 1961  | 1971  | 1981  | 1991 | 2002 | 2011 |
| ----- | ----- | ----- | ----- | ----- | ---- | ---- | ---- |
| 1 015 | 1 034 | 1 025 | 1 016 | 1 055 | 957  | 934  | 834  |

|  |